# Marguerite Louppe
Marguerite Louppe (Commercy, 3 septembre 1902 - Issy-les-Moulineaux, 12 février 1988) est une peintre française, surtout connue pour ses natures mortes et ses paysages. Son travail synthétise les styles du cubisme et du purisme. Elle est l'épouse de l'artiste français Maurice Brianchon.

## Biographie
Marguerite Alix Jeanne Louppe est née le 3 septembre 1902 à Commercy, Son père, Alix-Jules Louppe, est ingénieur et sa mère, Marie-Henriette Juliette Sommer, est d'origine germano-lorraine. Son grand-oncle Albert Louppe coordonne la construction du célèbre pont entre Brest et la presqu'île de Plougastel en Bretagne (conçu par Eugène Freyssinet) qui porte son nom. Le frère de Louppe, Henri, a fréquenté l'École polytechnique et est devenu membre du conseil d'administration de la SEITA, le monopole français du tabac.
La famille de M. Louppe s'installe à Paris, peu après sa naissance, dans le 16e arrondissement. Elle fréquente le lycée Molière (la troisième école publique de filles de Paris, fondée en 1888) de 1915 à 1918 environ ; là, avec ses camarades, elles organisent des collectes de fonds, elles écrivent des lettres de marraine de guerre et fabriquent des bandages pour les soldats au front, presque quotidiennement. L'école est réputée pour sa réglementation stricte et ses normes rigoureuses, une bonne discipline est inculquée à Marguerite Louppe. En contraste avec l'éducation catholique plutôt indifférente de son futur mari Maurice Brianchon, ce qui a probablement permis à Marguerite de gérer avec compétence l'atelier et la carrière de son mari, ainsi que la sienne (elle est l'organisatrice de la rétrospective de Brianchon au Louvre en 1951).

## Carrière
Marguerite Louppe a suivi des cours dans diverses écoles d'art non académiques de Paris jusqu'en 1926 : l'Académie Julian, l'Académie de la Grande Chaumière, l'Académie Scandinave et l'Académie André Lhote. L'Académie Julian a favorisé et nourri un esprit d'indépendance et de radicalisme qui a été intériorisé dans l'œuvre de Marguerite Louppe, et l'a conduit à repenser les conventions stylistiques existantes, dont beaucoup ont été générées par ses prédécesseurs tels que Pierre Bonnard, André Derain et Édouard Vuillard, et sont devenues l'objet de l'attention de ses contemporains Raymond Legueult, Roland Oudot et Brianchon. Marguerite Louppe et Brianchon se sont rencontrés lors d'une soirée à l'Académie Julian. Ils se marient le 18 juin 1934 et leur unique enfant nait, un an plus tard.
Brianchon a agi en tant que collègue de Marguerite Louppe ; avant son ascension dans le monde de l'art français, le couple a exposé ensemble sur un pied d'égalité. En janvier 1936, Henri Héraut organise à la galerie Charpentier une exposition collective intitulée Premier Salon de la Nouvelle Génération où est exposée « l'élite des jeunes peintres », parmi lesquels Louppe et Brianchon. L'exposition comprenait également les œuvres d'Oudot, Legeult et Constantin Terechkovitch. D'autres expositions à Charpentier se sont poursuivies ; La Femme et les Peintres et Sculpteurs Contemporains qui s'est déroulée du 12 décembre 1941 au 11 janvier 1942 et exposait Kees van Dongen, Pierre Bonnard, Aristide Maillol, André Dunoyer de Segonzac, Roland Oudot, Georges Rouault, Georges Braque et Maurice Denis. Au fil des années, Louppe a exposé son travail à Paris à la Galerie Charles-Auguste Girard, à la Galerie Druet, à la Galerie Louis Carré et à la Galerie René Drouet. Brianchon et Louppe collabore dans une série de trois peintures murales pour le Conservatoire National de Musique et d'Art Dramatique de Paris, créées en 1943. Malheureusement, les écoles de musique et de théâtre se séparent et les rénovations ultérieures ne laissent aucune trace de cette collaboration. En 1950, Louppe réalise une série de gouaches, reproduites sous forme de lithographies pour le roman Le Jardin de Bêtes Sauvages du célèbre membre de l'Académie française Georges Duhamel.
En 1959, le couple achète une maison en Périgord et partage son temps entre la campagne et Paris. Marguerite Louppe a pour la première fois son propre espace – un véritable studio. Son atelier à deux étages est un bâtiment auxiliaire, rattaché à la maison principale tandis que l'atelier de Brianchon est une maison individuelle située à environ une minute à pied de l'endroit où ils vivaient.
Dans la dernière période de sa vie artistique active, Louppe expose à la Galerie des Granges à Genève en 1978 et à la Galerie Yoshii à Paris en 1980. Ses dix dernières années sont marquées par une baisse de sa vision et éventuellement par la cécité, et elle meurt à Issy-les-Moulineaux en 1988.